# Las Zwierzyniecki w Tarnobrzegu
Las Zwierzyniecki w Tarnobrzegu (nazywany Zwierzyńcem) – tereny leśne znajdujące się w granicach administracyjnych miasta Tarnobrzega, pozostałość po Puszczy Sandomierskiej. Las zarządzany jest przez Nadleśnictwo Nowa Dęba.
Przez las przechodzi linia kolejowa łącząca stację Tarnobrzeg ze stacją Sobów. W Zwierzyńcu znajduje się leśniczówka wraz z przylegającą do niej kapliczką św. Onufrego, strzelnica Polskiego Związku Strzeleckiego. W okolicach Borowa znajduje się kolejna leśna kapliczka. Na terenie znajdują się też krzyże, które miał w zwyczaju stawiać Zdzisław Tarnowski.
Na obrzeżach lasu usytuowane są ogródki działkowe „Wymysłów” oraz „Zwierzyniec”, od strony Sobowa znajduje się Cmentarz Komunalny, od strony Bogdanówki boisko sekcji piłki nożnej Klubu Sportowego Siarka Tarnobrzeg. 
W Tarnobrzegu ulica Zwierzyniecka prowadzi od Lasu Zwierzynieckiego, przez Serbinów do Zamku Dzikowskiego i jest potwierdzeniem dawnej drogi łączącej posiadłość Tarnowskich z Puszczą Sandomierską.

## Bunkry
Na terenie Zwierzyńca znajduje się zespół 8. betonowych kręgów, o średnicy ok. 20 m. Obecnie zalane są one wodą. Zbudowano je w okresie międzywojennym, ukryto w lesie, w pobliżu linii kolejowej. Prawdopodobnie mają one związek z planami utworzenia w czasach Centralnego Okręgu Przemysłowego rafinerii lub zakładów miedziowych. Plany pokrzyżowała II wojna światowa.

## Galeria

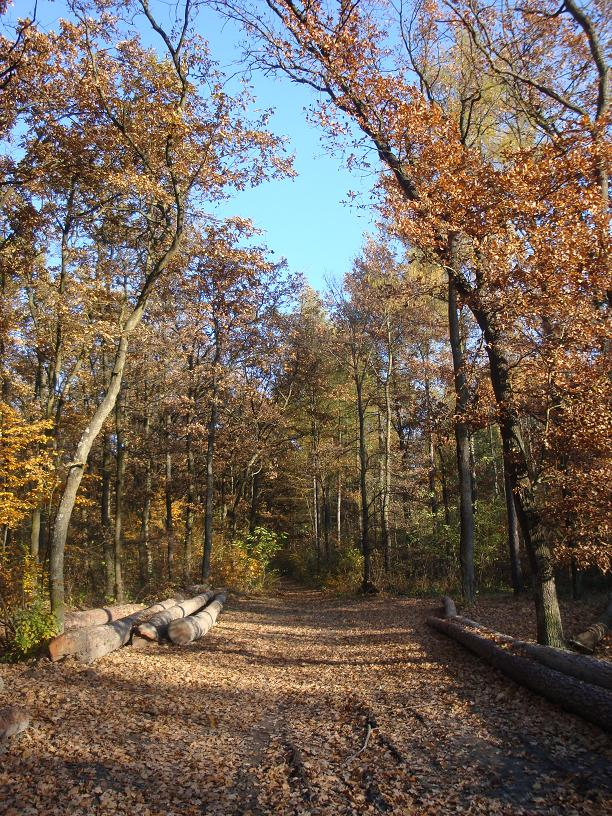
Droga w kierunku wschodnim z leśniczówki
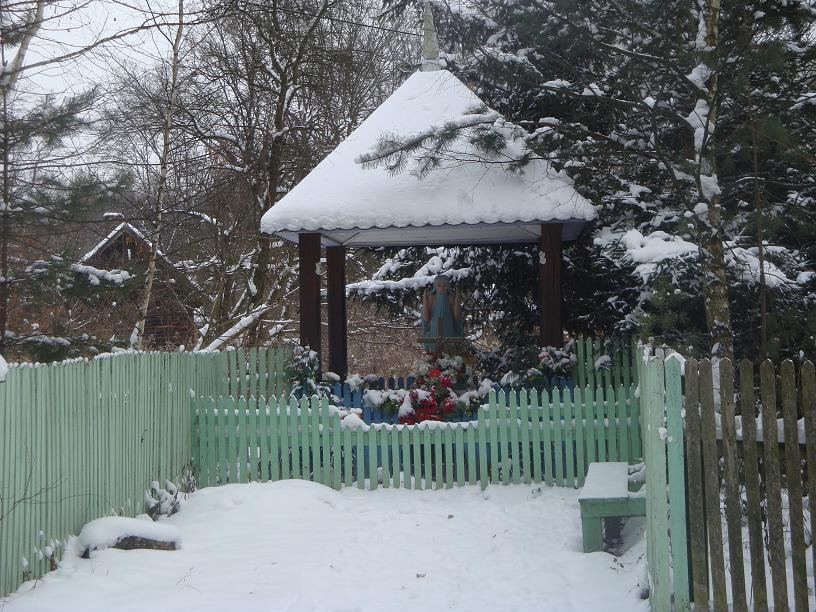
Kapliczka św. Onufrego przy leśniczówce
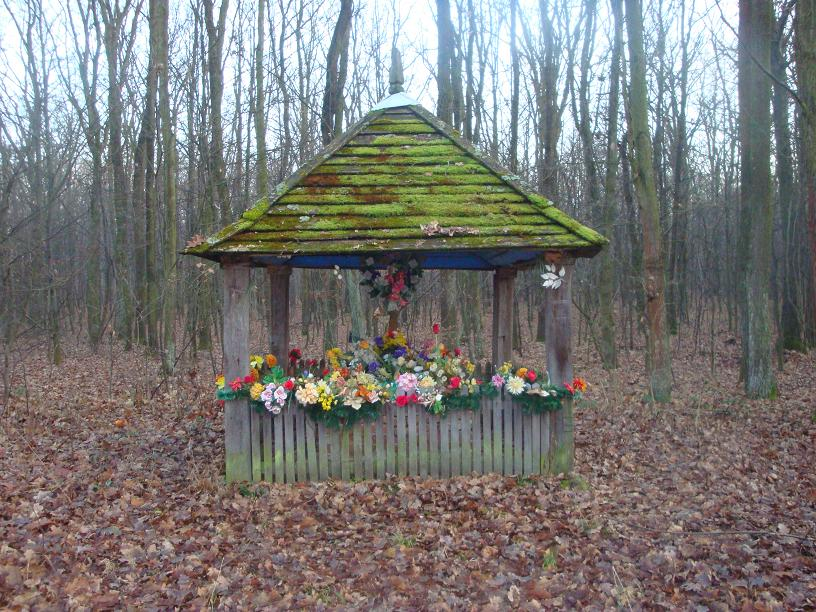
Kapliczka w Borowie
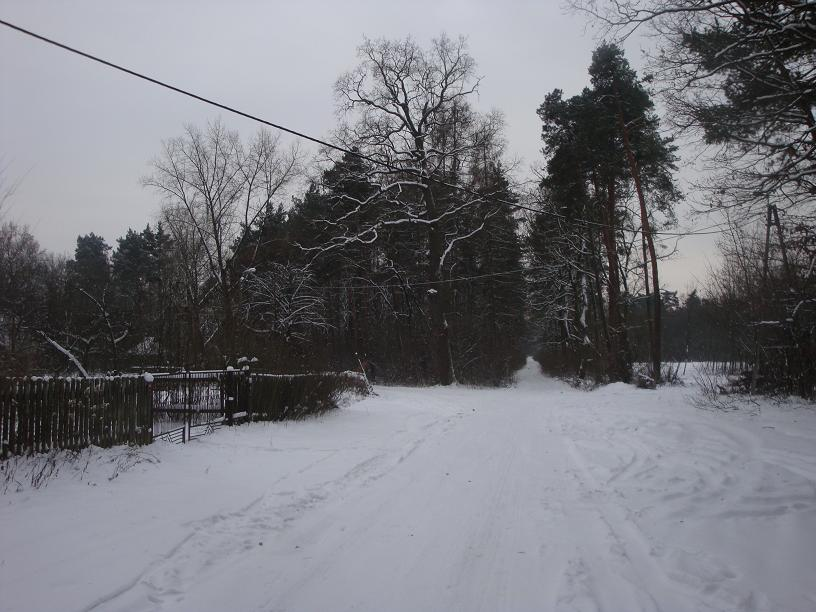
Droga w kierunku południowym z leśniczówki